# Yoshihiro Nishida
Yoshihiro Nishida (født 30. januar 1973) er en tidligere japansk fodboldspiller.
Han har spillet for flere forskellige klubber i sin karriere, herunder Kyoto Purple Sanga, Avispa Fukuoka og Tokyo Verdy.